# 宮古港

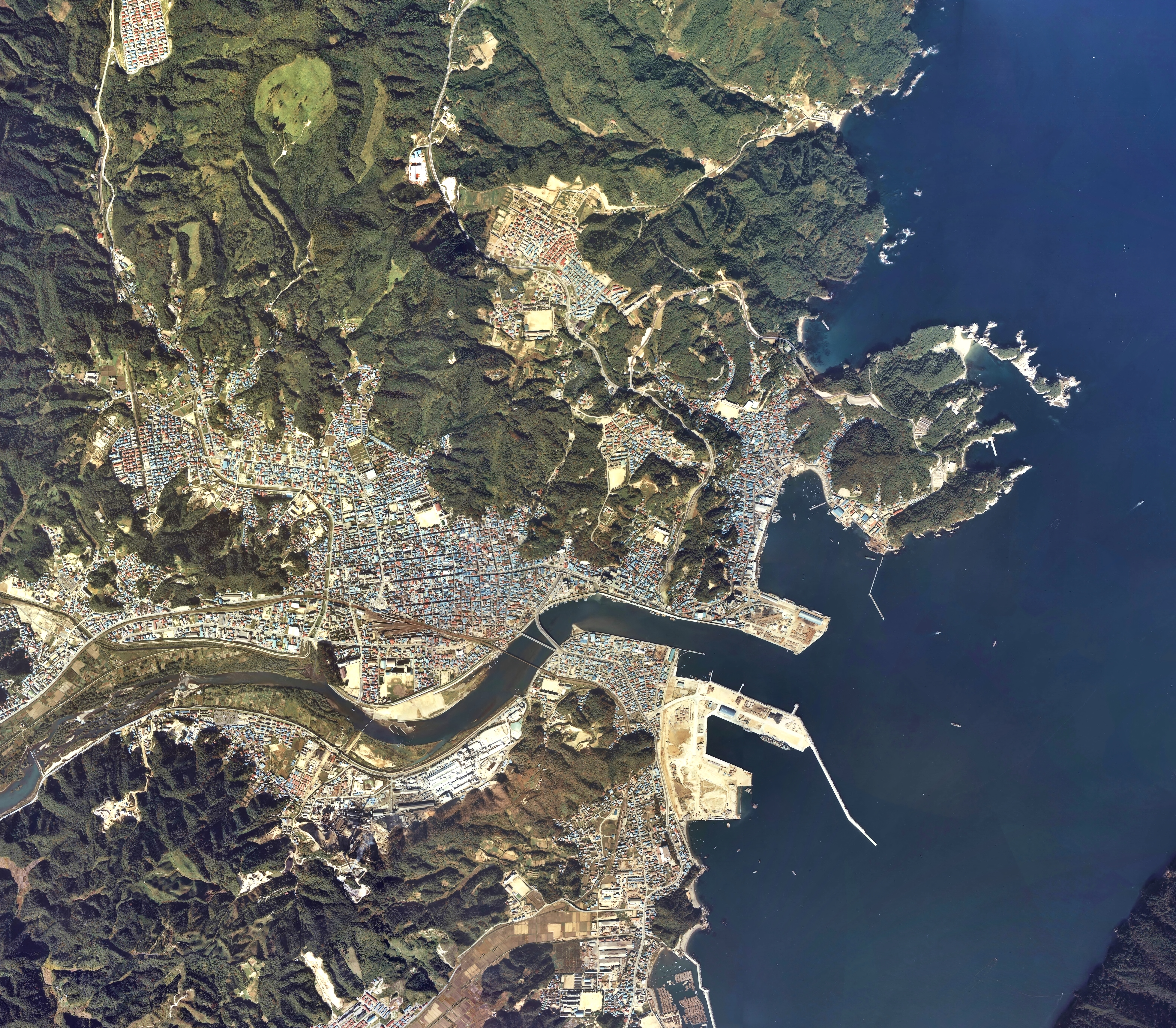
宮古市中心部周辺の空中写真。1977年撮影の10枚を合成作成。
。

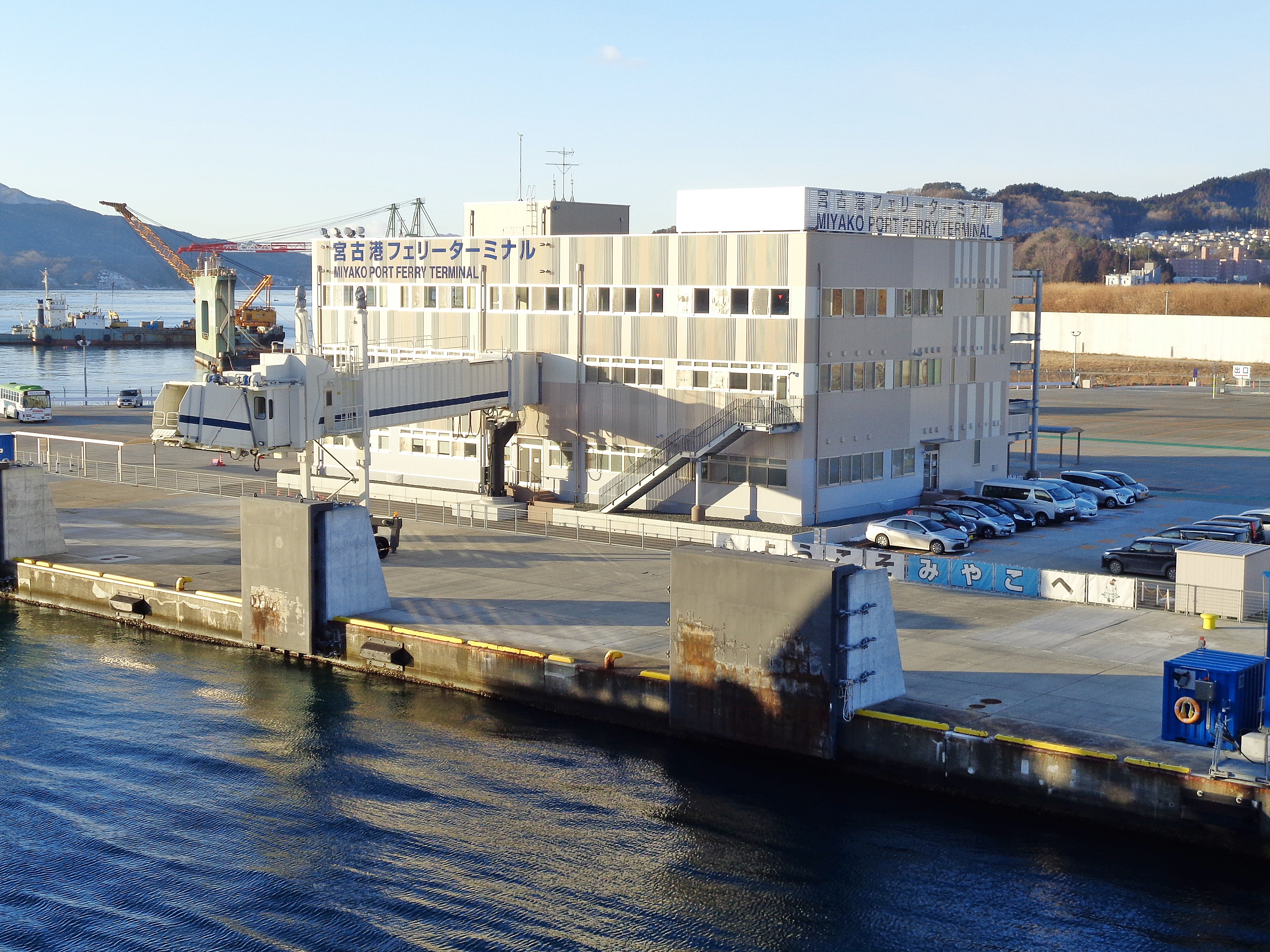
宮古港フェリーターミナル（海上側）

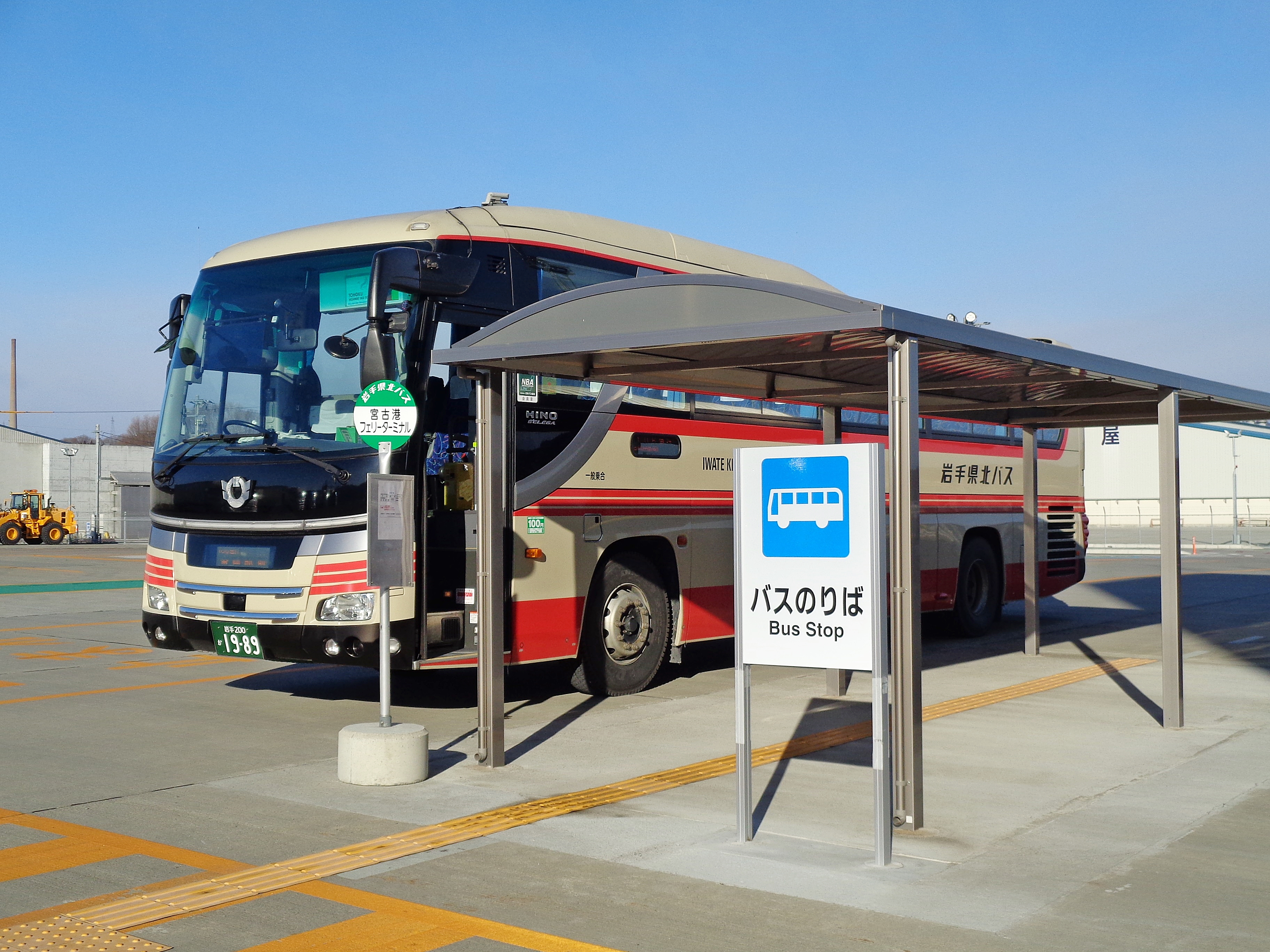
宮古港フェリーターミナルバス停（休止中）

宮古港（みやここう）は、岩手県宮古市にある重要港湾。港湾管理者は岩手県。

## 概要
岩手県太平洋岸の中央の宮古湾内に位置する。閉伊川の河口を中心に7地区に分かれる（藤原、神林、高浜、出崎、日立浜、鍬ヶ崎、浄土ヶ浜）。
三陸地方における交通・物流や漁業の拠点であるほか、クルーズ客船が寄港する観光地でもある。
2015年度の発着数は5,064隻（660,915総トン）、うち外国商船14隻（71,687総トン）、利用客数は112,318人（乗込人員56,159人、上陸人員56,159人）である。

### 沿革
- 1927年 - 第二種重要港湾に指定される。
- 1929年 - 内務省直轄事業として出崎ふ頭の修築に着工
- 1937年 - 出崎ふ頭竣工、-7.3m岸壁（2バース）、閉伊川左岸物揚場（L=1,336m）完成
- 1951年 - 港湾法制定により重要港湾に指定される。
- 1953年 - 港湾管理者を岩手県に変更する。
- 1954年 - 関税法に基づく開港に指定。国庫補助事業として出崎地区拡張に着工（1956年に直轄事業へ変更）。
- 1964年 - 出崎地区に-9m岸壁（1バース）、-2m～-4m物揚場（L=569m）完成。
- 1967年 - 藤原・神林地区の木材港完成。
- 1976年 - 藤原・神林地区の公共ふ頭完成、供用開始。
- 1986年 - 港湾計画策定。
- 1995年 - 藤原・神林地区のマリーナ計画を港湾計画に追加。
- 1999年5月 - 「リアスハーバー宮古」完成、供用開始。
- 1998年6月 - 横浜港との間の内航フィーダー船が定期就航。
- 2000年3月 - 港湾計画改定、ウォーターフロント交流拠点の形成、藤原地区の耐震強化岸壁整備などを追加。
- 2003年11月 - 出崎地区に宮古市が広域総合交流促進施設「シートピアなあど」を開業（2005年にみなとオアシスおよび道の駅に認定）。
- 2011年
  - 3月11日 - 東日本大震災により被災。
  - 5月 - 国、岩手県、宮古市、港湾関係者による宮古港復興会議を開催。
  - 8月 - 宮古港復興会議が「宮古港復旧・復興方針」を策定。
- 2018年6月 - 宮古港 - 室蘭港間のフェリー航路（宮蘭航路）が開設。
- 2020年3月 - 宮蘭航路の寄航休止。

## 航路
- 1980年代後期からカーフェリー航路の誘致運動が行われ[4]、2018年6月22日に川崎近海汽船（シルバーフェリー）が藤原埠頭から室蘭港（北海道）とのフェリー航路を開設した。使用船舶は「シルバークイーン」[5]。その後同年10月からは貨物需要の伸び悩みを背景に室蘭発便のみ八戸寄港とし毎日運航から週6便運航とするダイヤ再編を実施[6]。2020年3月31日をもって宮古港への寄港を当面休止。八戸港 - 室蘭港での運航となった[7]。2022年2月からは、八戸 - 室蘭航路も運航休止となっている[8]。

## 港湾施設

### 藤原地区
- -12.0m岸壁（30,000D/W級1バース、L=240m）
- -10.0m岸壁（12,000D/W級4バース、L=740m）
- -7.5m岸壁（5,000D/W級4バース、L=520m）
- -4.5m岸壁（1,000D/W級3バース、L=180m）
- -3.0m物揚場（L=150m）
- 船揚場（L=50m）

### 神林地区
- -2.0m物揚場（L=435m）
- 船揚場（L=220m）

### 高浜地区
- -4.0m物揚場（L=365m）
- -2.0m物揚場（L=600m）
- 船揚場（L=350m）

### 出崎地区
- -9.0m岸壁（10,000D/W級1バース、L=175m）
- -7.3m岸壁（3,000D/W級2バース、L=218m）
- -4.0m物揚場（L=229m）
- -3.0m物揚場（L=1,057m）
- -1.5m物揚場（L=419m）

### 日立浜地区
- -4.5m岸壁（300G/T級4バース、L=240m）
- -2.0m物揚場（L=160m）
- 船揚場（L=325m）

### 鍬ヶ崎地区
- -5.0m岸壁（500G/T級7バース、L=505m）

### 浄土ヶ浜地区
- -2.0m物揚場（L=65m）